# St. Peter und Paul (Domersleben)

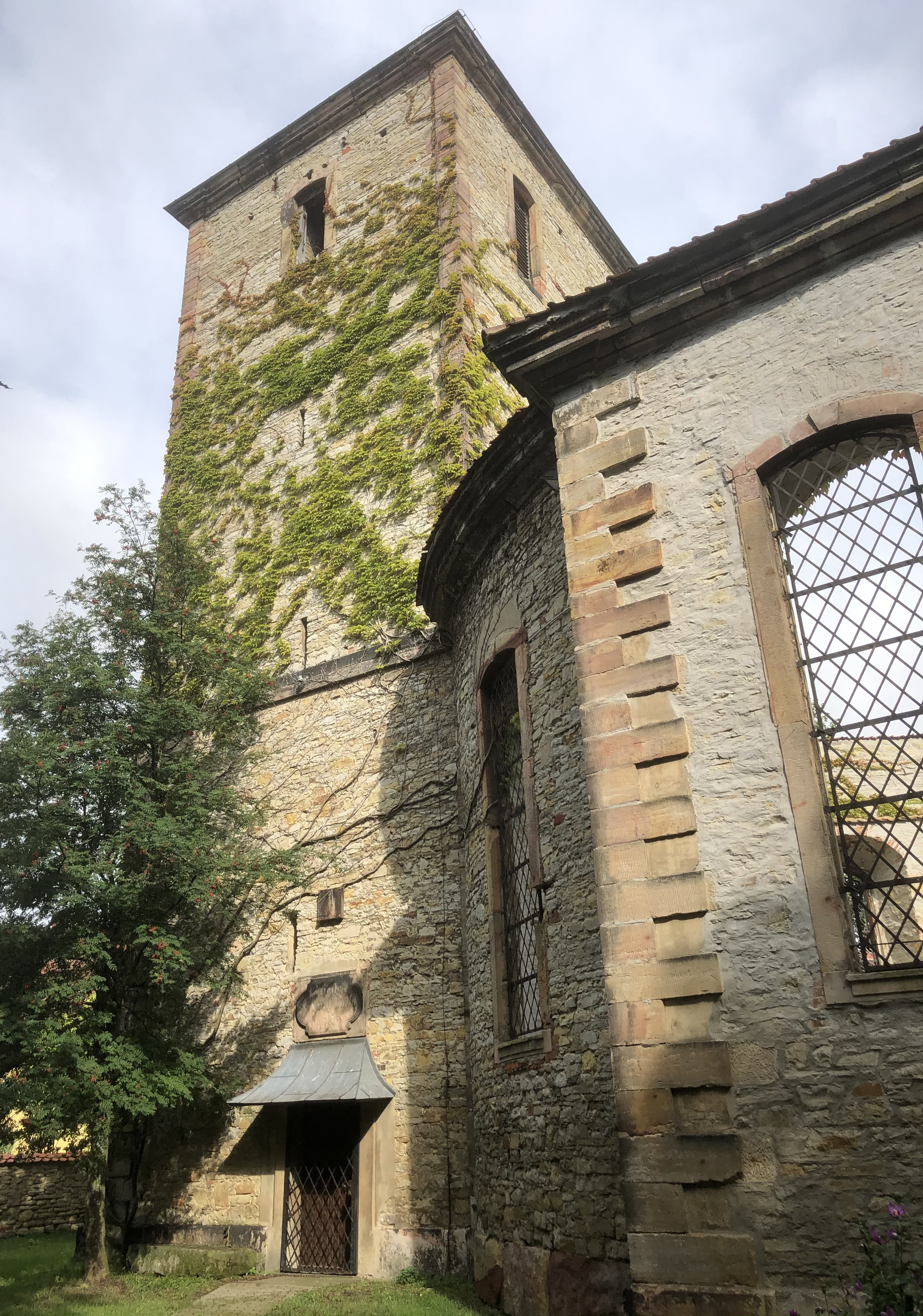
Kirchturm der St.-Peter-und-Paul-Kirche im Jahr 2021

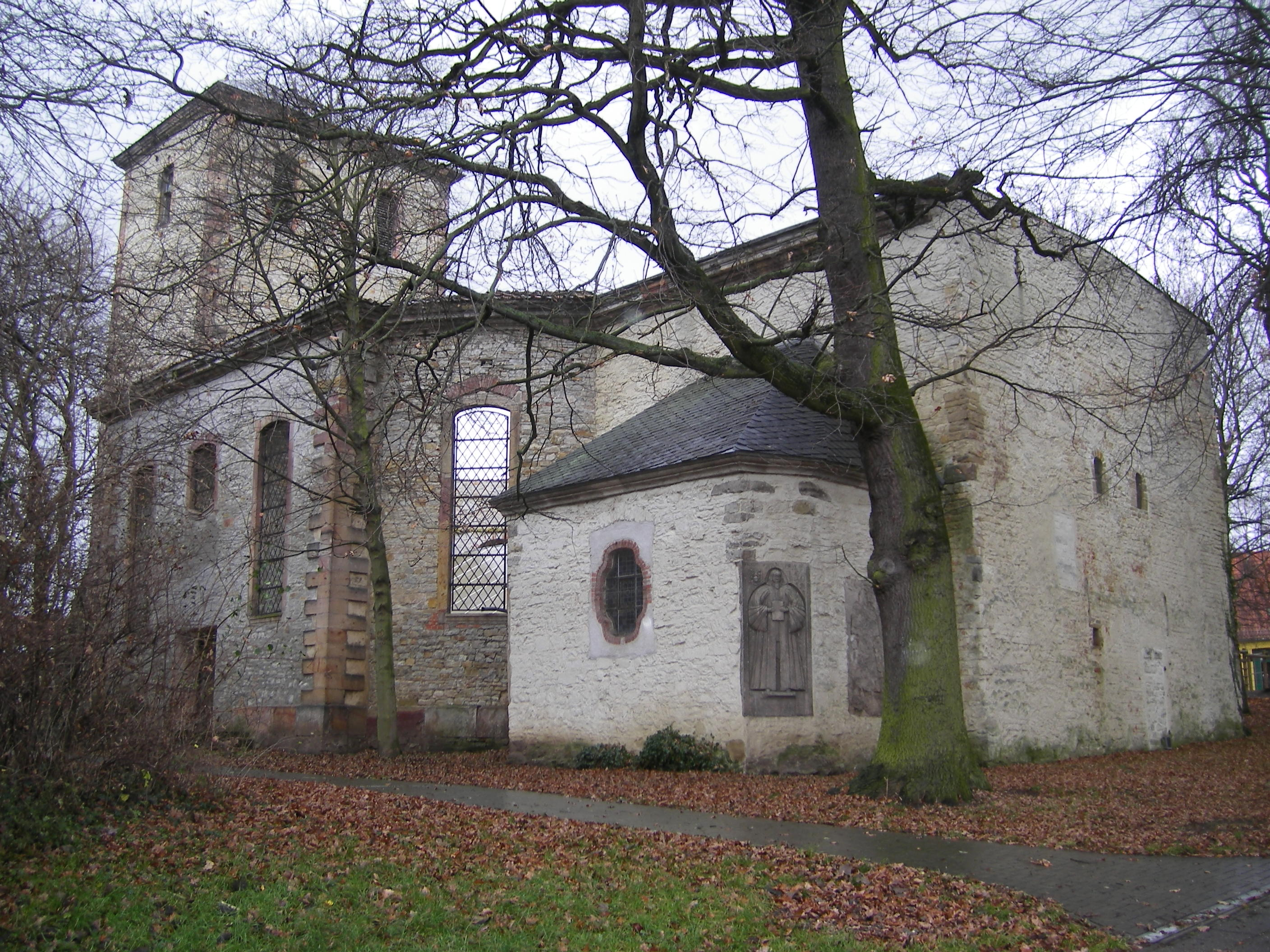
Blick von Südosten, 2014

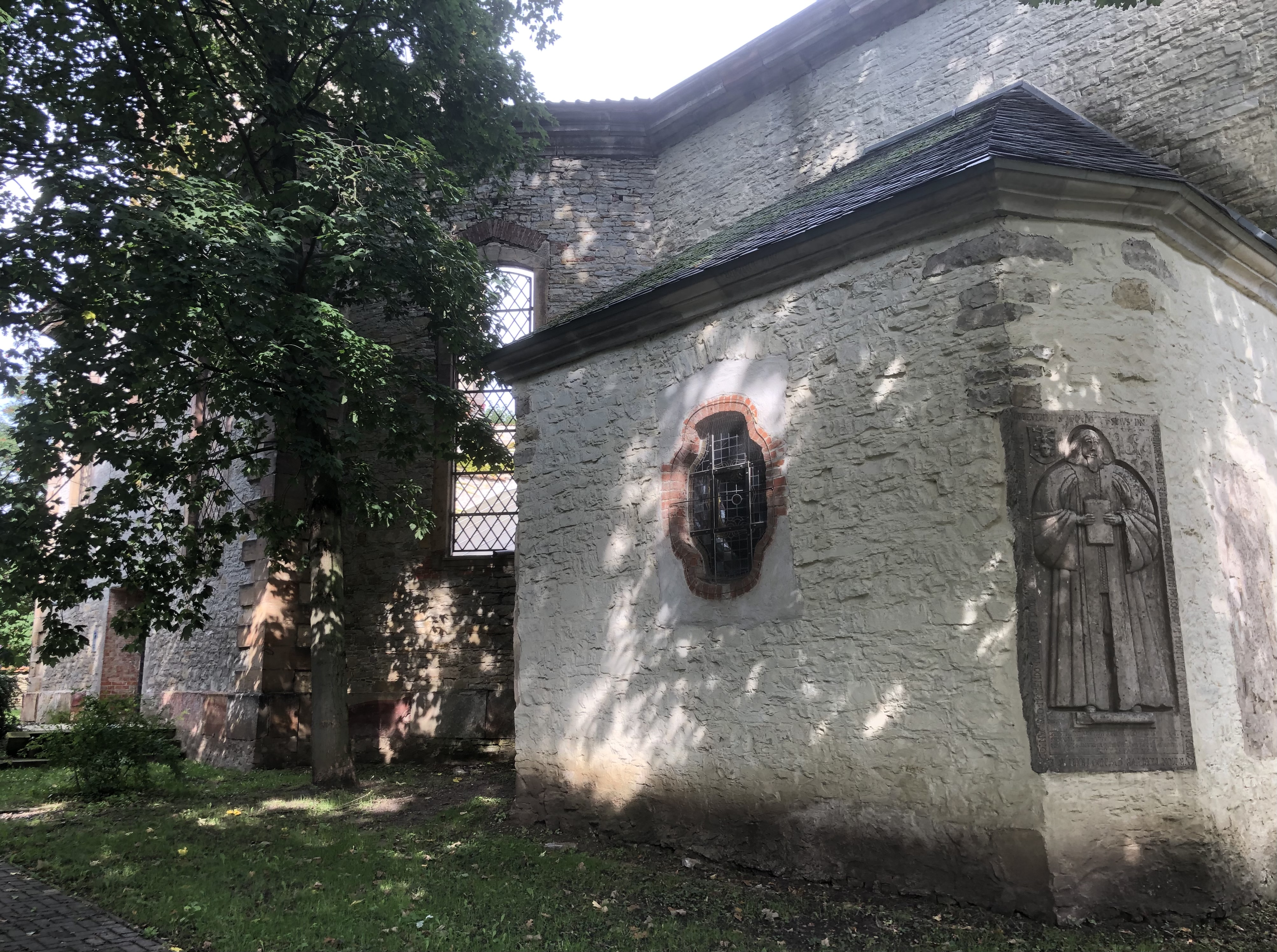
Sakristei

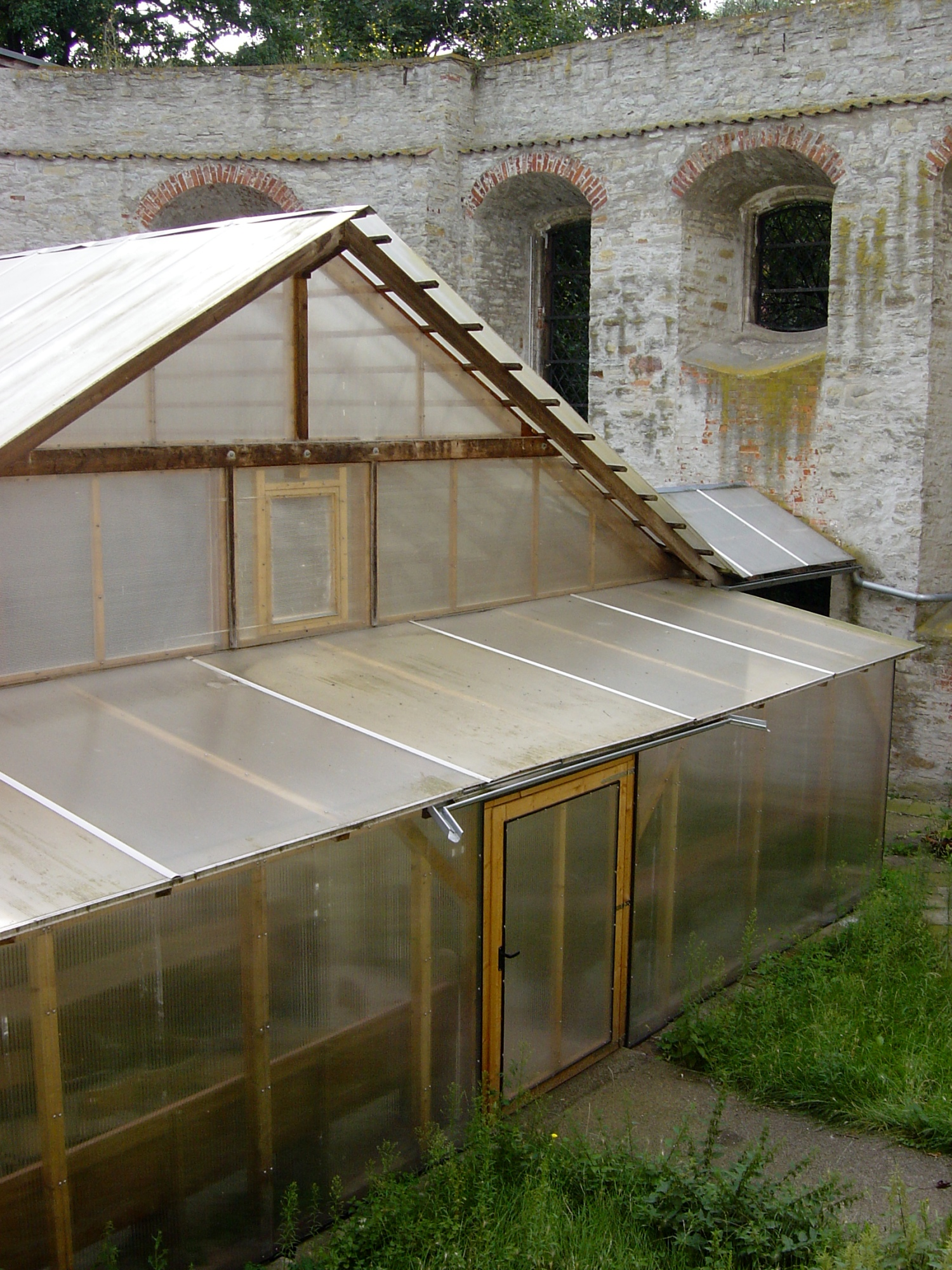
Behelfskirche, 2009

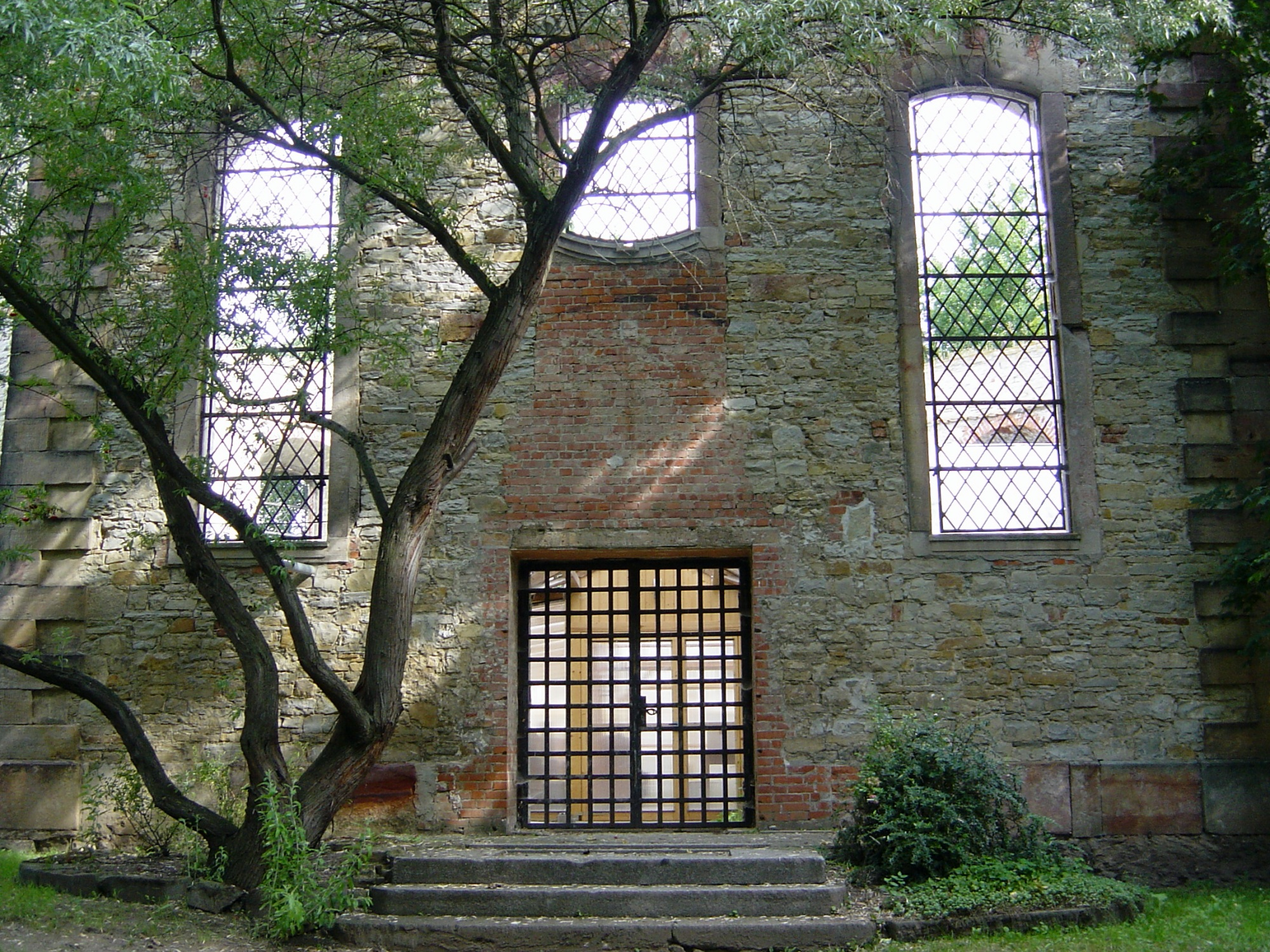
Südliche Langseite mit Portal, 2009

Die St.-Peter-und-Paul-Kirche ist die evangelische Kirche des Dorfes Domersleben in Sachsen-Anhalt. Das Kirchenschiff des denkmalgeschützten Gebäudes ist nach einem Einsturz des Dachs nur ohne Dachstuhl erhalten.
Sie gehört der evangelischen Kirchengemeinde Domersleben im Pfarrbereich Wanzleben / Groß Rodensleben des Kirchenkreises Egeln der Evangelischen Kirche in Mitteldeutschland.

## Lage
Die Kirche befindet sich nördlich der Friedensstraße im Ortszentrum von Domersleben.

## Architektur und Geschichte
Eine erste Erwähnung der Kirche ist aus dem Jahr 1108 überliefert. Während des Dreißigjährigen Kriegs wurde der Kirchenbau jedoch zerstört. 1658 wurde der Kirchturm neu errichtet. Das heutige Kirchengebäude entstand ab 1749. Die Grundsteinlegung erfolgte am 18. April 1749. Die liturgische Leitung hatte Pastor Johann Matthias Cramer (etwa 1706–1793) inne. Cramer war ein Schwager des Hamburger Hauptpastors Johann Melchior Goeze (1717–1786), der später Kontrahent von Gotthold Ephraim Lessing war. Das Richtfest fand 1749, die Fertigstellung dann am 4. Oktober 1751 statt. Andere Angaben nennen als Bauzeit die Jahre von 1736 bis 1740. Es entstand eine barocke Kirche mit längsovalem Grundriss und einem westlich des Schiffs angeordnetem Kirchturm mit querrechteckigem Grundriss. Auf der Ostseite des Kirchenschiffs schließt sich ein rechteckiger Chor an. Östlich des Chors besteht ein Treppenhaus, südlich die Sakristei. An den Längsseiten des Schiffs befinden sich jeweils dreiachsige Risalite, die die Nord- und Südseite des Ovals bilden. Die Kirche ist in ihrer Gestaltung für die Region ungewöhnlich. Die mit aus Werkstein gefertigten Eckquaderungen versehene Kirchenfassade war ursprünglich einheitlich verputzt.
1845 wurde die Orgel grundlegend repariert, der Einbau einer Heizung erfolgte 1896. Im Jahr 1908 erhielt die Kirche eine Ausmalung des Innenraums im Jugendstil.
Während des Zweiten Weltkriegs wurde das Kirchendach 1944 durch den Luftdruck einer explodierenden Fliegerbombe stark beschädigt. Es folgten in den Jahren 1947/1953 Reparaturen am Dach. Im Jahr 1974 stürzte das Kirchendach jedoch ein, das Schiff ist seitdem offen. Auch die ursprüngliche barocke Haube des Kirchturms ist nicht erhalten. Der Turm erhielt 1976 ein flaches Walmdach, das durch Bergsteiger aufgesetzt wurde. 1986 wurde im Turm ein Andachtsraum eingerichtet. Ein erster Gottesdienst im offenen Kirchenschiff fand im Jahr 1989 statt. Im Inneren des Schiffs wurde 1995 unter einem Zeltdach eine Behelfskirche eingerichtet, so dass weiter eine Nutzung durch die Kirchengemeinde möglich ist. Es fanden auch Erntedankgottesdienste in ostfälischem Plattdeutsch statt.
In der südlichen Kirchhofmauer zur Friedensstraße hin waren sieben Steinkreuze aus dem 14./15. Jahrhundert eingemauert. 2010 wurden die Kreuze vom Bildhauer Sobirey in das Kirchenschiff umgesetzt. An der Kirche befindet sich das 1697 geschaffene Epitaph des ersten evangelischen Pfarrers Johannes Schultze.
In der Kirche waren, wohl bis zum Einbau der Heizung, einige Gräber von Kindern von Oberamtmann Heinrich Johann Cuno (1720–1786), Sohn des Oberamtmanns Johann Georg Cuno (1679–1742) erhalten. Cunos Grabstein befindet sich noch an der Nordseite der Kirche. Er war ein Bruder des Schöninger Rektors Sigismund Andreas Cuno. Heinrich Johann Cunos Ehefrau Marie Elisabeth (1696–1756) war eine Tochter des Halleschen Kriegs- und Domänenrats Johann Paul Stecher. Sie besaßen das von Bismarcksche (Friedensstraße 11) und bis 1783 auch das Tuchfeldsche Gut.
Im örtlichen Denkmalverzeichnis ist die Kirche unter der Erfassungsnummer 094 96383 als Baudenkmal verzeichnet.

## Pfarrer
Folgende Pfarrer sind für die Kirchengemeinde verzeichnet:
- 1108: Dechand Christoph
- 1503: Georgius Seszlich
- 1602: Nicolai Reckel
- 1607: Karl Rachelius
- 1613: Walter Röber
- 1630: Carl Detzer
- 1650–1693: Dr. Johannes Schultze
- 1679: Johann Bernhard Wedel
- 1679–1689: Friedrich Henning Huchfeld
- 1689–1737: Christian Salig
- 1737–1755: Johann Matthias Cramer
- 1755–1783: Gottfried Schwalbe
- 1783–1820: Wilhelm August Heinrich Scurius
- 1820–1832: Johann Gottfried Steinbrecht
- 1832–1850: Pfr. Hahnizog
- 1850–1873: Prediger Kupper
- 1873–1887: Dr. Schollmeier
- 1887–1888: Pfr. Mertens
- 1888–1911: J. Berger
- 1911–1916: Superintendent Boy
- 1916–1933: Richard Müller
- 1951–1952: Erich Frauendorf
- 1952–1955: Walter Weitschies
- 1956–1964: Lothar Lazay
- 1966–1985: Helga Paul
- 1986–2005: Peter Telschow
- 1995–2013: Felicitas Haupt[6]
- seit 2013: Dorothee Sparfeldt[7]